# Gabriele Kind
Gabriele Kind (* 5. Mai 1946 in München) ist eine deutsche Politikerin (SPD).
Kind besuchte die POS und erreichte 1962 die mittlere Reife. Danach ging sie auf eine Berufsschule, wurde 1965 zahnärztliche Helferin und erreichte 1970 die Fachschulanerkennung als stomatologische Schwester. 1994 folgte eine Weiterbildung mit Zertifikat zur Sozialberaterin. Im Oktober 1995 wurde sie arbeitslos, sodass sie Hausfrau wurde.
Kind wurde 1990 Mitglied der SPD, bei der sie Vorsitzende der AG 60 plus und Beisitzerin im Landesvorstand 60 plus war. Von 1995 bis 2001 saß sie im Abgeordnetenhaus von Berlin. Ihre Kandidatur im Wahlkreis Lichtenberg 2 war 2001 erfolglos.
Kind ist verheiratet und Mutter zweier Kinder sowie zweifache Großmutter.